# Otto Porter
Otto Porter, Jr. (San Luis, Misuri, 3 de junio de 1993) es un exjugador de baloncesto estadounidense que disputó once temporadas en la NBA. Con 2,03 metros de altura, jugaba en la posición de alero.

## Trayectoria

### High School
Porter asistió al Scott County Central High School, que abarca las pequeñas localidades de Morley, Vanduser, Haywood City, y Sikeston. Ganó todos los premios del estado durante su etapa júnior y sénior al liderar a los Braves a tres campeonatos consecutivos. En su año sénior consiguieron un récord de 29–2, promediando 30 puntos y 14 rebotes por partido.
Considerado un "cuatro-estrellas" para el portal deportivo Rivals.com, Porter fue nombrado como el #8 mejor ala-pívot y el #37 meror jugador del país en 2011.

### Universidad
Estudió en la Universidad de Georgetown, así que formó parte de la plantilla de los Georgetown Hoyas, con el que acabó su año freshman, promediando 9.7 puntos y 6.8 rebotes por partido. Ya en su año sophomore, estuvo muy cerca de doblar su contribución de puntos, ya que promedió 16.2 y capturó 7.5 rebotes por partido.
Al término de la temporada 2012–13, Porter lideró al equipo con un récord 25–7 consiguiendo el segundo puesto en la NCAA Division I. A pesar de eso, perdieron en primera ronda ante Florida Gulf Coast. Por su rendimiento, fue nombrado Big East Player of the Year y finalista del Naismith Trophy y Wooden Award.
El 15 de abril de 2013, Porter anunció su decisión de presentarse al draft de la NBA.
Durante su etapa de formación en Georgetown fue considerado como uno de los mejores proyectos del baloncesto universitario, por lo que fue elegido en la tercera posición del draft de 2013.

#### Estadísticas
| Año     | Equipo     | PJ | PT | MPP  | %TC  | %3P  | %TL  | RPP | APP | ROB | TPP | PPP  |
| ------- | ---------- | -- | -- | ---- | ---- | ---- | ---- | --- | --- | --- | --- | ---- |
| 2011–12 | Georgetown | 33 | 8  | 29.7 | .525 | .226 | .702 | 6.8 | 1.5 | 1.1 | .8  | 9.7  |
| 2012–13 | Georgetown | 31 | 30 | 35.4 | .480 | .422 | .777 | 7.5 | 2.7 | 1.8 | .9  | 16.2 |
| Total   | Total      | 64 | 38 | 32.5 | .498 | .355 | .751 | 7.1 | 2.1 | 1.5 | .9  | 12.8 |

### Profesional

#### Washington Wizards (2013-2019)

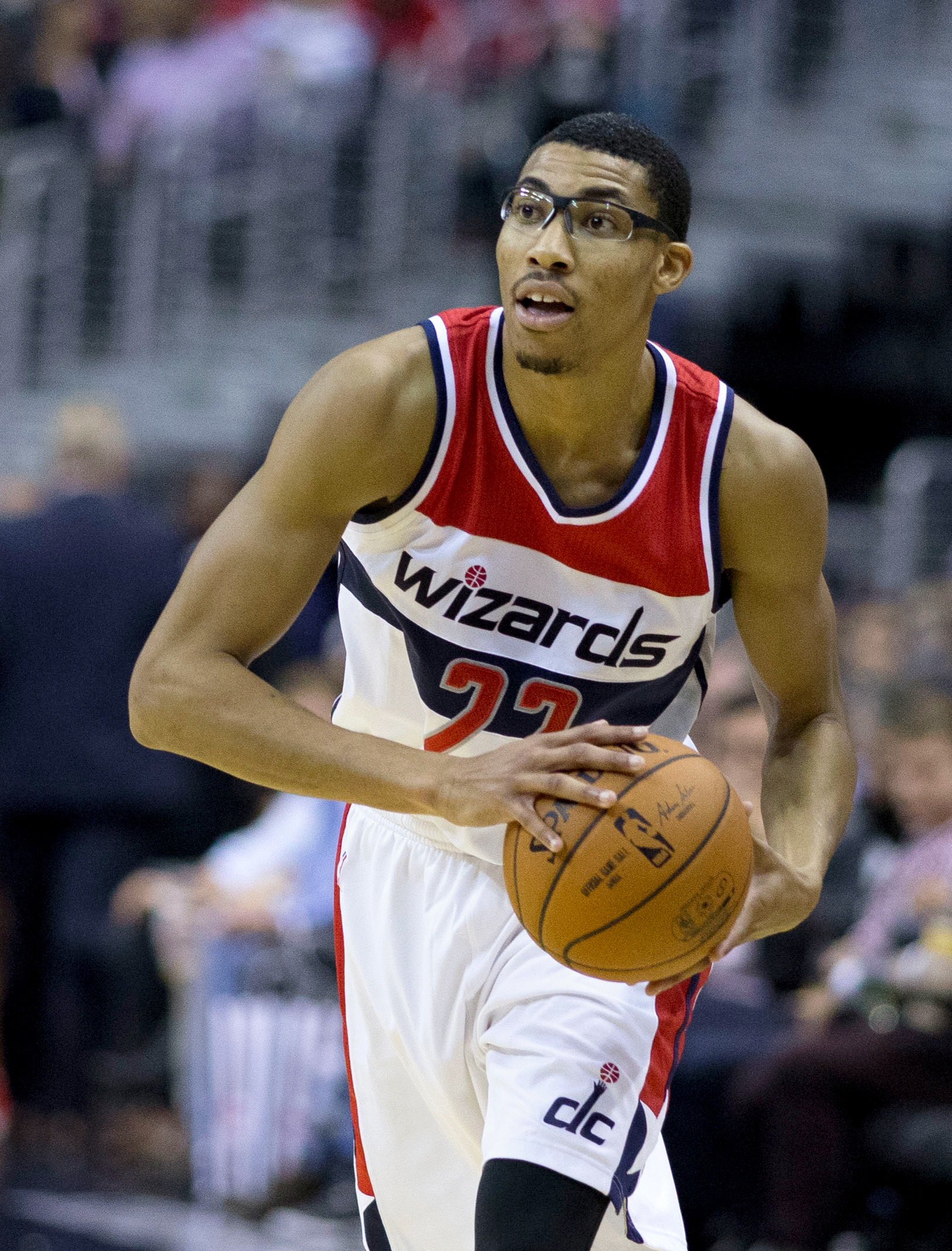
Otto Porter con los Wizards en 2014.

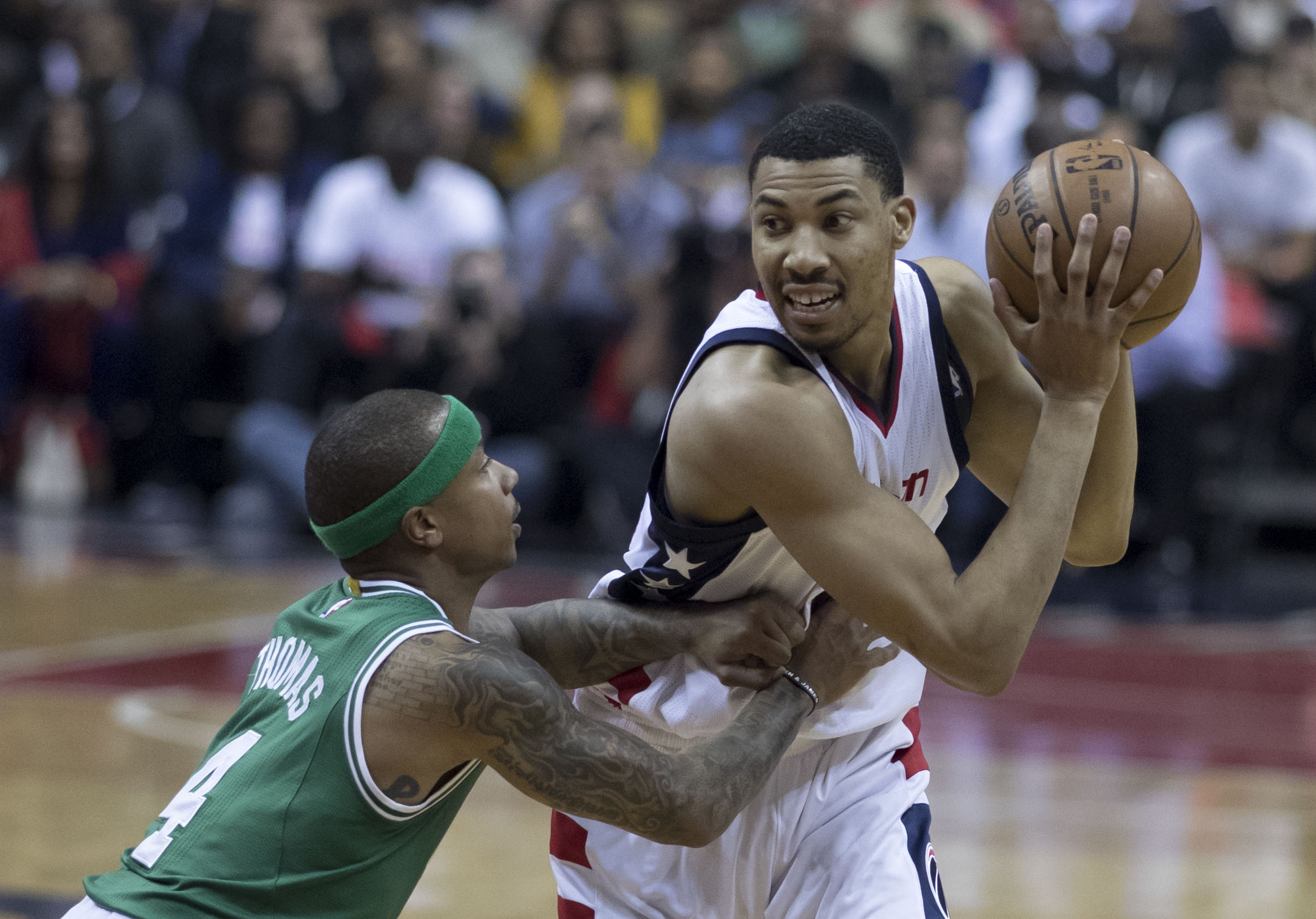
Porter en mayo de 2017.

Porter fue elegido en tercera posición del Draft de la NBA de 2013 por Washington Wizards. Sin embargo, debido a una lesión en la cadera, se perdió varios encuentros de su primera temporada.
En la temporada 2015-16 se convirtió en titular indiscutible. El 12 de diciembre de 2015, consiguió la máxima anotación de su carrera con 28 puntos, en la victoria ante Dallas Mavericks (114–111).
En la temporada siguiente, el 9 de noviembre de 2016, Porter anotó 34 puntos en la victoria ante Boston Celtics (118–93). Fue titular en 80 encuentros promediando 13.4 puntos, 6.4 rebotes 1.5 y robos por partido, con un porcentaje elevado en su lanzamiento. Según ESPN, Porter fue el anotador más eficiente de la liga con al menos 800 posesiones.
El 4 de julio de 2017, los Brooklyn Nets le ofrecieron a Porter un contrato de cuatro años por $106.5 millones. Dos días más tarde, los Wizards igualaron la oferta. Y finalmente el 13 de julio, se confirmó el acuerdo entre ambas partes.
A finales de 2018 se magulló la rodilla derecha, periodo en el que se perdió 10 encuentros, no volviendo a la cancha hasta el 2 de enero de 2019 ante Atlanta Hawks. Porter siguió 13 partidos más saliendo desde el banquillo, hasta que volvió a la titularidad el 30 de enero ante Indiana Pacers.

#### Chicago Bulls (2019-2021)
Tras cinco temporadas y media en Washington, el 6 de febrero de 2019, es traspasado a Chicago Bulls a cambio de Bobby Portis y Jabari Parker.

#### Orlando y Golden State (2021-2022)
Durante su tercera temporada en Chicago, el 25 de marzo de 2021, es traspasado junto a Wendell Carter, a Orlando Magic a cambio de Nikola Vučević  y Al-Farouq Aminu.
El 2 de agosto de 2021, se hace oficial su contrato con Golden State Warriors, firmando por el mínimo de veterano.
El 16 de junio de 2022 se proclama campeón de la NBA por primera vez en su carrera, tras vencer a los Celtics en la Final (4-2).

#### Toronto (2022-2024)
El 1 de julio de 2022 firma un contrato por 2 años con Toronto Raptors. Tras únicamente 8 encuentros disputados con los Raptors, el 10 de enero de 2023, se somete a una cirugía en el pie izquierdo, que hará que se pierda lo que resta de temporada.

#### Traspaso a Utah y retirada
El 8 de febrero de 2024 es traspasado a Utah Jazz, junto a Kira Lewis Jr., a cambio de Ochai Agbaji y Kelly Olynyk. Sin embargo no jugó ningún partido para los Jazz y fue despedido el 11 de marzo de 2024. Ese mismo día anunció su retirada del baloncesto profesional, con 31 años y tras 11 temporadas en la NBA.

## Estadísticas de su carrera en la NBA
|  | Denota temporada en la que ganó un campeonato de la NBA |

### Temporada regular
| Año     | Equipo       | PJ  | PT  | MPP  | %TC  | %3P  | %TL   | RPP | APP | ROB | TPP | PPP  |
| ------- | ------------ | --- | --- | ---- | ---- | ---- | ----- | --- | --- | --- | --- | ---- |
| 2013-14 | Washington   | 37  | 0   | 8.6  | .363 | .190 | .667  | 1.5 | .3  | .2  | .0  | 2.1  |
| 2014-15 | Washington   | 74  | 13  | 19.4 | .450 | .337 | .734  | 3.0 | .9  | .6  | .4  | 6.0  |
| 2015-16 | Washington   | 75  | 73  | 30.3 | .473 | .367 | .754  | 5.2 | 1.6 | 1.4 | .4  | 11.6 |
| 2016-17 | Washington   | 80  | 80  | 32.6 | .516 | .434 | .832  | 6.4 | 1.5 | 1.5 | .5  | 13.4 |
| 2017-18 | Washington   | 77  | 77  | 31.6 | .503 | .441 | .828  | 6.4 | 2.0 | 1.5 | .5  | 14.7 |
| 2018-19 | Washington   | 41  | 28  | 29.0 | .457 | .369 | .766  | 5.6 | 2.0 | 1.6 | .5  | 12.6 |
| 2018-19 | Chicago      | 15  | 15  | 32.8 | .483 | .488 | .906  | 5.5 | 2.7 | 1.2 | .6  | 17.5 |
| 2019-20 | Chicago      | 14  | 9   | 23.6 | .443 | .387 | .704  | 3.4 | 1.8 | 1.1 | .4  | 11.9 |
| 2020-21 | Chicago      | 25  | 6   | 21.6 | .441 | .400 | .838  | 5.5 | 2.0 | .5  | .2  | 9.9  |
| 2020-21 | Orlando      | 3   | 0   | 22.0 | .360 | .111 | 1.000 | 4.7 | 1.7 | 1.3 | .0  | 8.0  |
| 2021-22 | Golden State | 63  | 15  | 22.2 | .464 | .370 | .803  | 5.7 | 1.5 | 1.1 | .5  | 8.2  |
| 2022-23 | Toronto      | 8   | 2   | 18.3 | .500 | .353 | 1.000 | 2.4 | 1.0 | 1.4 | .0  | 5.5  |
| 2023-24 | Toronto      | 15  | 1   | 11.6 | .424 | .348 | 1.000 | 1.9 | .5  | .3  | .3  | 2.6  |
| total   | total        | 527 | 319 | 25.4 | .477 | .397 | .797  | 4.9 | 1.5 | 1.1 | .4  | 10.3 |

### Playoffs
| Año   | Equipo       | PJ | PT | MPP  | %TC  | %3P  | %TL  | RPP | APP | ROB | TPP | PPP  |
| ----- | ------------ | -- | -- | ---- | ---- | ---- | ---- | --- | --- | --- | --- | ---- |
| 2014  | Washington   | 3  | 0  | 2.0  | .333 | .000 | –    | .0  | .0  | .0  | .0  | .7   |
| 2015  | Washington   | 10 | 0  | 33.1 | .443 | .375 | .476 | 8.0 | 1.8 | 1.2 | .2  | 10.0 |
| 2017  | Washington   | 13 | 13 | 32.9 | .532 | .282 | .886 | 6.9 | 1.8 | 1.6 | .5  | 12.2 |
| 2018  | Washington   | 5  | 5  | 31.6 | .488 | .417 | .625 | 5.0 | 1.6 | 1.2 | 1.0 | 10.0 |
| 2022  | Golden State | 19 | 3  | 19.5 | .494 | .404 | .778 | 3.4 | 1.8 | .9  | .3  | 5.4  |
| Total | Total        | 50 | 21 | 25.9 | .491 | .359 | .726 | 5.2 | 1.7 | 1.1 | .4  | 8.2  |